# Laboratório online
Laboratório online é a forma como se denomina os sites da internet que realizam análises clínicas sobretudo através do contato digital com os clientes. Destacam-se os laboratórios que trabalham com perícias de exames de DNA.
Os laboratórios online permitem um serviço totalmente sigiloso, rápido e cômodo para os clientes que sentem-se constrangidos a realizar a análise de forma presencial. Atualmente já se pode realizar testes de HIV, Hepatite B, de paternidade e de maternidade em casa, através de um kit coleta solicitado pela internet. Uma das vantagens quanto à utilização destes serviços é a não necessidade de identificação.